# Ornithogalum munzurense
Ornithogalum munzurense är en sparrisväxtart som beskrevs av Franz Speta. Ornithogalum munzurense ingår i släktet stjärnlökar, och familjen sparrisväxter.
Artens utbredningsområde är Turkiet. Inga underarter finns listade i Catalogue of Life.